# 矩圆叶柃
矩圆叶柃（学名：Eurya oblonga），为山茶科柃木属下的一个变种。

## 扩展阅读
維基物種上的相關：矩圆叶柃